# 爪杰克里介
爪杰克里介（学名：Krithe droogeri）为荊花介科克里介屬下的一个种。